# Louis-Mathieu Molé
Louis-Mathieu, hrabě Molé (24. ledna 1781 Paříž – 23. listopadu 1855 Épinay-Champlâtreux) byl francouzský politik. Během červencové monarchie byl dvakrát premiérem Francie (1836–1839, 1848). Byl blízkým přítelem a spolupracovníkem Ludvíka Filipa, francouzského krále během červencové monarchie. Byl ale vlivným politikem i za Napoleona a po restauraci Bourbonů.

## Život
Jeho otec, předseda pařížského odvolacího soudu, byl popraven během jakobínského teroru. Jeho matka (příbuzná Guillaume-Chrétiena de Lamoignon de Malesherbes, taktéž popraveného během revoluce) s ním uprchla do Švýcarska a později do Anglie, kde tak Louis-Mathieu strávil dětství.
Po návratu do Francie (1796) studoval na École Centrale des Travaux Publics (pozdější École polytechnique). Esejem Essais de morale et de politique na sebe upoutal pozornost císaře Napoleona Bonaparta, který ho jmenoval do Státní rady. Sloužil také jako Napoleonův poradce pro židovské záležitosti a byl silně zapojen do Napoleonova svolání židovského shromáždění, tzv. Velkého Sanhedrinu v roce 1807. Molé zpočátku židovskou emancipaci nepodporoval, ale svůj postoj postupně mírnil, zejména pod vlivem Abrahama Furtada, sekretáře Sanhedrinu.
Napoleon Moléovi udělil titul hrabě. Po Napoleonově pádu ale zjevně nebyl nijak ohrožen, neboť Ludvík XVIII. ho ihned jmenoval pairem. Během restaurace Molé podporoval politiku vévody Richelieuho. To mu nakonec vyneslo post ministra námořnictví a kolonií.
Výsledek revoluce z roku 1830 přijal bez nadšení, nicméně prakticky ihned po revoluci byl jmenován ministrem zahraničí, s úkolem smířit evropské mocnosti se změnou režimu. Po několika měsících v úřadu Molé odešel do důchodu, ale v roce 1836, po pádu Thiersovy vlády, byl pověřen sestavením nového kabinetu a zároveň si pod sebe vzal i ministerstvo zahraničních věcí. Jednou z jeho prvních akcí bylo propuštění bývalých ministrů Karla X. Poté se musel vypořádat se spory se Švýcarskem a se štrasburským pučem Ludvíka Napoleona. Stáhl francouzskou posádku z italské Ancony, ale pokračoval v aktivní politice v Mexiku a v Alžírsku.
Postupně se ale vyvinulo silné nepřátelství mezi ním a François Guizotem, kterého musel Molé vyhodit ze své vlády, což oslabilo jeho pozici, zvlášť když Guizot po volbách posílil. Molé dlouho odolával sílící opozici, ale nakonec v roce 1839 podal demisi. Do politiky pak zasahoval už jen málo, nicméně udržel si vliv jako králův důvěrník. V roce 1840 byl zvolen do Francouzské akademie. V únoru 1848 ho král znovu pověřil sestavením kabinetu, ale šlo jen o krátkodechý pokus ukončený únorovou revolucí. Po ní olé zasedal v Ústavodárném a posléze i Národním shromáždění, kde patřil k pravici. Teprve převrat z 2. prosince 1851 ho definitivně vyštval z veřejného života.